# Литванско–совјетски рат
Литванско–совјетски рат или Литванско-бољшевички рат (литв. karas su bolševikais) одиграо се између нове независне Литваније и прото-Совјетског Савеза (Руска СФСР и Литванско–Белоруска ССР) након завршетка Првог светског рата. Био је део велике Совјетске офанзиве на западу 1918.-1919. Офанзива је уследила након повлачења немачких трупа са циљем да се Балтичке државе и Пољска прикључе Совјетском Савезу и донесу победу у Немачкој револуцији. Совјетска Русија и друге Совјетске Социјалистичке Републике биле су дејуре независне целине, али су биле дефакто у заједници, док се нису званично ујединиле у Совјетски Савез 1922. године.
Крајем децембра 1918. совјетске снаге су стигле до литванских граница. Без великог отпора, заузимали су један град за другим и крајем јануара 1919. контролисали око две трећине литванске територије. У фебруару су совјетски напредак зауставили литвански и немачки добровољци, који су спречили Совјете да освоје Каунас, привремену престоницу Литваније. Од априла 1919. године рат у Литванији се одвијао паралелно са Пољско-совјетским ратом. Пољска је имала територијалне претензије над Литванијом, посебно у Вилњуском региону, и ове тензије су кулминирале у Пољско-литвански рат. Историчар Норман Дејвис описује дешавања: "Немачка војска је подржавала литванске националисте, Совјети су подржавали литванске комунисте, а Пољска војска се борила против њих." Средином маја Литванска војска, којом је командовао генерал Силвестрас Жукаускас, започела је офанзиву против Совјета на североистоку Литваније. До средине јуна Литванци су стигли до летонске границе и потиснули су Совјете у брдовито подручје са пуно језера у близини Зарасаја, где су се Совјети држали све до краја августа 1919. Совјети и Литванци, раздвојени Западном Двином, одржавали су линију фронта све до битке код Даугавпилса у јануару 1920. године. Почетком септембра 1919. Совјети су понудили да преговарају о мировном споразуму, али разговори су почели тек у мају 1920. Совјетско-литвански мировни споразум је потписан 12. јула 1920. године. Совјетски Савез је у потпуности признао независну Литванску Републику.

## Позадина сукоба
Литванија је постала део Руске Империје након коначне Поделе Пољске у 1795. години. Током Првог светског рата Литванију је окупирала Немачка и прогласила је за територију под управом Главнокомандујућег свих немачких оружаних снага на истоку, или скраћено Обер Ост. Литвански савет је16. фебруара 1918. прогласио независност и од Немачке и од Русије. Три недеље касније, бољшевици, оптерећени Руским грађанским ратом, затражили су мир са Централним силама и потписали неповољни Брест-литовски мир. Они су се одрекли руских захтева према Финској, Естонији, Летонији, Украјини, Литванији и Пољској. Међутим, Литванцима је била дозвољена само минимална аутономија и нису могли успоставити дефакто независност. То се променило када је Немачка изгубила рат и потписала Компјењско примирје 11. новембра 1918. године. Литванија је убрзо почела да организује основне институције и основала своју прву владу коју је предводио Аугустинас Волдемарас.
Влада Совјетске Русије се 13. новембра 1918. одрекла Брест-литовског споразума, који је гарантовао независност Литваније. Бољшевичка Западна армија је пратила повлачење немачких трупа одржавајући дистанцу од 10 до 15 км између њихових војски. Деморализовани Немци су често остављали драгоцено наоружање и другу опрему Совјетима. Совјети су покушали да прошире глобалну пролетерску револуцију и покушали да оснују совјетске републике у региону. Видели су балтичке државе као баријеру или мост ка западној Европи, где су се могли придружити Немачкој и Мађарској револуцији. Крајем децембра 1918. године, бољшевичке снаге су продрле у источну Литванију.

## Супростављене стране

### Литванска влада
Аугустинас Волдемарас, први премијер Литваније, није сматрао да је формирање војске приоритет и заговарао је политику литванске неутралности. Он је веровао да ће немачки плаћеници штитити Литванију све до предстојеће Париске мировне конференције која би могла успоставити мир. Становници су организовали локалне јединице за самоодбрану да се бране од Немаца који су се повлачили. Први закони везани за војску нису издати до 23. новембра. Неки Литванци, који су служили у Руској војсци током Светског рата, вратили су се у Литванију и почели да организују батаљоне у Каунасу, Гродну, Алитусу. Нису имали оружје, муницију и официре.
Крајем децембра, када су Бољшевици већ били у земљи, Литванија је остала без лидера. Аугустинас Волдемарас, Антанас Сметона, председник Савета Литваније, и Мартинас Ичас министар финансија, отишли су у Немачку да затраже финансијску помоћ. Генерал Кипријонас Кундратавичиус, заменик министра одбране, предложио је повлачење у Гродну и одбио да командује литванском одбраном. Први Кабинет министара поднео је оставку 26. децембра 1918. године. Миколас Слежевичиус је преузео дужност и организовао нову владу. 29. децембра је издао први масовни жалбени поступак на четири језика који је позивао добровољце за Литванску војску. Слежевичиусова влада усвојила је нову политику о земљишној реформи, која се може сажети у слогану "земља за оне који је обрађују". То је значило да ће се земљиште одузети од великих земљопоседника и прерасподелити прво добровољцима, а затим малим сељацима уз накнаду. Мобилизација официра објављена је тек 25. јануара, пријавило се око 400 људи.

### Саксонски добровољци
У Берлину су Сметона и Ичас потписали уговор о зајму са Немачком за 100 милиона марака. Новац се користио првенствено за изградњу и снабдевање војске. Они су даље преговарали о директној немачкој подршци у рату против Совјета. Члан 12. Компјењског примирја захтевао је од Немаца да заштите Литванију од могућих совјетских напада, али Немачка је такође била заинтересована за одржавање свог утицаја у региону и слабљење Русије. Прво су покушали да организују добровољце од војника 10. немачке армије који су се повлачили, под командом генерала Ериха фон Фалкенхајна. Међутим, војници су били уморни и деморализовани и хтели су се што пре вратити кући. Регрутовање се наставило у Немачкој, нарочито у Саксонији. Добровољци су плаћани 30 марака месечно плус 5 марака дневно и морали су се пријавити за период од најмање три месеца. Први саксонски добровољци стигли су у Каунас почетком јануара, али је доста њих проглашено неспособним за дужност и послато назад. До краја јануара, било је око 4.000 немачких добровољаца. Они нису били веома поуздани јер је Немачка револуција повећала популарност Спартакистичке лиге и Совјетских утицаја. Било је неколико покушаја државног удара против Литванске владе. Ови добровољци су били стационирани у Каунасу и око њега: Алитус, Јонава, Кедајњај, Бајсогала.
У почетку су били организовани у 46. саксонску добровољачку дивизију. Генерал Валтер фон Еберхард постао је командант дивизије 22. фебруара. У априлу – мају, немачке снаге су реорганизоване у Јужнолитванску добровољачку бригаду коју су чиниле три пуковније (18., 19. и 20.) и посебан батаљон у Расејњају. 18. пуковнија се борила заједно са Литванцима, 19. пуковнија је чувала подручје Каунаса и није учествовала у борбама, 20. пуковнија је била стационирана у Гродну, а затим у Кедајњају, одвојени батаљон се придружио Западноруској добровољачкој армији. Балтичка територијална армија, под командом генерала Ридигера фон дер Голца, организовала је државни удар против Летонске владе и заузела Ригу. 23. маја Париска мировна конференција је реаговала на ове догађаје и затражила је од Немачке да повуче своје трупе из Летоније и Литваније када локалне снаге буду спремне за самосталну одбрану. Последњи Саксонски добровољци напустили су Литванију средином јула.

### Совјетска влада
8. децембра 1918, привремена револуционарна влада, којом је председавао Винцас Мицкевичиус-Капсукас, формирана је искључиво од чланова Комунистичке партије Литваније. 16. децембра 1918. године револуционарна влада прогласила је оснивање Литванске Социјалистичке Совјетске Републике. Између 31. децембра 1918. и 1. јануара 1919. године, немачки гарнизон се повукао из Вилњуса и предао власт локалном пољском одбору, упркос молби литванске администрације. Полицијске јединице за самоодбрану, састављене од локалних становника, назване Литванска и Белоруска самоодбрана, преузеле су њихове позиције. Литванска влада се повукла уКаунасу, привременој престоници Литваније. Совјети су заузели Вилњус 5. јануара 1919. године, након петодневне борбе са пољским паравојним четама на челу са генералом Владиславом Вејтком. Капсукас и његова влада допутовали су 7. марта у Вилњус из Даугавпилса 7. јануара. Литванска ССР је 27. фебруара припојена у Литванско-Белоруску ССР или Литбел.
На окупираној територији Совјети су створили револуционарне комитете и совјете на основу структура развијених у Русији. За разлику од других земаља, литванске комунистичке организације биле су младе и још нису развиле мрежу подршке локалним већима. Национализовали су комерцијалне институције и велика имања. Земљиште је требало да се користи за колективну пољопривреду, уместо да се прерасподељује малим пољопривредницима. Совјети су пропагирали интернационализам и атеизам у земљи верних католика и одлучних националиста. Совјете је подржала индустријска радничка класа, која је била премала у Литванији. Совјети су захтевали велике ратне доприносе од заробљених градова и села. На пример, Паневежис је морао да плати 1.000.000, Утена 200.000, а сељаци по 10 рубље. Таква политика отуђила је локално становништво и допринела поразу Совјета. На пример, у фебруару је Капсукас послао телеграм Москви тврдећи да би регрутовање локалних Литванаца у Црвену армију само охрабрило Литванце да се добровољно пријављују за литванску војску.

## Совјетски напредак

### Совјетски војни добици
Совјетске трупе (око 18,000–20,000 војника) приближиле су се литванској територији 12. децембра 1918. године. Око 5.000 њих су били Литванци. Распоређене су три дивизије: Псковска дивизија (касније преименована у Литванску дивизију), Међународна дивизија (касније преименована у 2. Летонску стрелачку дивизију,  укључивала је 39., 41., 47. и 60. пуковнију), а 17. дивизија (касније преименована у Западну дивизију, укључивала је 5. Вилњуску пуковнију). Дивизије нису имале заједничког војног команданта. Касније је из Русије послато више јединица. Совјети су такође регрутовали партизанске групе иза линија фронта. Совјетски војници су били слабо снабдевени и морали су да се издржавају тако што су захтевали храну, коње и одећу од локалног становништва. Литванија није могла пружити озбиљан отпор, јер се у то време њена војска састојала само од око 3.000 необучених добровољаца. Само локални партизани, наоружани оружјем стеченим од повучених Немаца, пружили су кратак отпор.
Црвена армија је заузела један град за другим: Зарасај и Швенчјонис (22. децембар), Утена (23. децембар), Рокишкис (27. децембар), Вилњус (5. јануар), Укмерге и Паневежис (9. јануар), Шјауљај (15. јануар), Телшјај (25. јануар). То је чинило око ⅔ литванске територије. Фронт се донекле стабилизовао када су совјетске снаге заустављене у близини реке Венте од летонских и немачких јединица (Балтичка територијална армија). Такође, Немци су успорили повлачење својих трупа након што је 12. јануара избио Спартакистички устанак. Јужна Литванија је била мало боље заштићена јер су се Немци повукли из Украјине преко Гродна. Да би се спречиле борбе између Немаца и Црвене армије, Совјети и Немци су 18. јануара потписали споразум. Споразум је одредио привремену линију разграничења која је пролазила кроз Даугај, Стаклишкес, и 10 км источно од пруге Кајшјадорис–Јонава–Кедајњај. То је онемогућило бољшевике да директно нападну Каунас, други по величини град у Литванији. Црвена армија је морала да окружи Каунас и напад изведе из Алитуса или Кедајњаја. Операција заузимања Каунаса почела је 7. фебруара.

### Обилажење Каунаса
На Кедајњај је напад извршио 2. стрељачки пук из Литванске дивизије (око 1,000 војника). Литванске снаге из Паневежиса, под командом Јонаса Варјакојиса, и из Кадајњаја бројале су само око 200 војника. Литванци су издржали напад Црвене армије у близини Кедајњаја и одбили га уз немачку подршку. Током извиђачке мисије 8. фебруара, Повилас Лукшис постаје први убијени литвански војник у рату. Заједничке литванске и немачке снаге су 10. фебруара заузеле Шету и присилиле Црвену армију да се повуче. Успех ове операције подигао је морал Литванске војске и спречио Црвену армију да окружи Каунас са севера.
Совјетски 7. стрелачки пук (900 војника) је 9. фебруара заузео је Језнас, јужно од Каунаса. Сутрадан литванске снаге (300 војника) из Пријенаја и Каунаса напале су се пре него што је Црвена армија могла да учврсти своју позицију, али су их издали руски команданти и поразили: 18 Литванаца је убијено, а 33 заробљена. Литванци су се повукли, ојачани новим литванским и саксонским добровољцима, поново су напали и заузели Језнас 13. фебруара. Совјети су наставили притисак на Каунас. Трећа и Четврта стрелачка пуковнија (око 2.000 мушкараца) напале су Алитус 12. фебруара. Немци нису учествовали у борби и повукли су се, још непотпуно формирани литвански 1. пешадијски пук није могао издржати притисак Црвене армије и морао се повући према Маријамполу и Прјенају. Антанас Јуозапавичиус, први литвански официр који је погинуо у рату, убијен је током ове битке. У ноћи између 14. и 15. фебруара, немачке снаге и једна група Литванаца вратиле су се у Алитус и заузеле град. Каунас је одбрањен и фронт се стабилизовао неко време. Совјетима је наређено да напусте офанзиву и одрже одбрамбену позицију. Ова пауза омогућила је Литванцима да боље организују и обучавају добровољце.

## Контранапади

### Немачка офанзива
Северну Литванију (Самогитија) заузела је Совјетска међународна дивизија (око 3.000 војника). Њен циљ је био да досегне до Балтичког мора и одсече немачку подршку Летонцима у њиховом рату против Совјета. Локални комунисти су били активнији у северној Литванији, јер је најкраћи пут за руске затворенике да се врате у Русију био кроз Самогитију. Њихово највеће достигнуће било је формирање Самогитијског пука од 1.000 људи, којим је командовао Феликсас Балтушис-Жемаитис, у граду Шјауљају. Пук је укључивао руске ратне заробљенике, немачке дезертере, и криминалце. У Самогитији није било јединица редовне литванске војске, осим партизани у Скуодасу, које су окупили Повилас Плечавичиус и његов брата Александрас, и у Јонишкелису.
Напредовање бољшевика према Источној Пруској забринуло је Немце, који су послали добровољце (Бригада Шаулен) под командом генерала фон дер Голца да ослободе део пруге који је повезивала Лијепају, Мажејкјај, Радвилишкис и Кедајњај. То је био део веће контраофанзиве у Летонији. Крајем фебруара литвански партизани уз подршку немачке артиљерије, заузели су Мажејкјај и Седу, и протерали су бољшевике у Куршенају. Немачки добровољци, уз подршку литванских партизана, 27. фебруара 1919. поразили су Самогитијски пук у бици код Луоке. Пук се након пораза распао. До средине марта Немци су заузели Куршенај, Шјауљај, Радвилишкис, Шедуву и Јонишкис. У неколико наврата су им помагали литвански партизани и редовне јединице. Јонишкелиски партизани су наставили да штите фронт дуж реке Муше. Касније су укључене у редовну литванску војску.

### Литванске припреме
Док су совјетске снаге биле заустављене, литванска војска је полако почела да се припрема за офанзиву. После битке код Кедањаја, добровољни Паневежиски пук је осигурао своје положаје и и стално добијао нове добровољце. Између средине фебруара и краја марта извршили су мале  експедиције  у оближње градове. Њихова главна сврха је била да деморализују непријатељске снаге и повећају поверење локалних становника и литванских добровољаца. Као награду за своје успешно деловање, добровољачки пук добио је име 22. марта: Одвојени Паневежиски батаљон (литв. Panevėžio atskirasis batalionas). Кампања деморализације била је успешна: бољшевичке снаге стациониране у Паневежису и Купишкису су се побуниле, да би побуну угушила црвеноармијска дивизија из суседне Летоније. Бољшевички морал је доживио велики пад, а између 19. и 24. марта њихове снаге су напустиле Паневежис. Литванске снаге ушле су у град 26. марта, али га је Црвена армија опет заузела 4. априла.
Пауза између совјетских напада коришћена је за јачање и организовање војске. Литванци су 5. марта најавили мобилизацију мушкараца рођених 1887–1889. Литванске снаге су убрзано повећавале свој број. До 3. маја службени број је достигао 440 официра и 10.729 војника. Међутим, само око пола њих било је одговарајуће обучено, наоружано и распоређено у војне јединице. У фебруару и априлу, литвански војници су активно пролазили обуку, ланац командовања је био поједностављен, формиране су нове војне јединице. Литванија је такође добила нове пошиљке оружја и муниције. Војници су добили прве униформе.
Прва организована литванска офанзива извршена је између 3. априла и 8. априла 1919. Литванци су одлучили да искористе велике пољске нападе против Совјета на подручју Гродна како би тестирали непријатељске снаге и заробили Вилњус. Јужна група, формирана на основу 1. стрелачког пука под командом Казиса Ладиге, требало је да нападне из Алитуса дуж линије Даугај – Валкининкај. Северна група, формирана на бази 2. стрелачког пука коју је предводио Јуозас Буткус, требало је да нападне из Каишјадорја дуж линије Жаслија – Виевиса. Немци нису учествовали. Оба пука су у почетку била успешна, али су Совјети окупили своје снаге и зауставили њихов напредак. Како литвански бокови нису брањени, они су одлучили да напусте офанзиву. Совјети су такође оптужили Немце да су 18. јануара прекршили линију разграничења и притиснули их да се повуку.

### Пољска офанзива
Пољска је започела офанзиву против Совјета у марту 1919. године. Напредовали су на исток и север, улазећи у Вилњуски регион, територију коју су својом сматрали Литванци. Између 19. и 21. априла, Пољаци су заузели Вилњус током Вилњуске офанзиве и до маја обезбедили своје положаје. Пољска војска присилила је Совјете да повуку своје лево крило јужно од реке Нерис. Пољски напредак је значајно скратио литванско-совјетску линију фронта и омогућио Литванији да концентрише своје снаге на операције на североистоку Литваније. Међутим, то је такође значило да је нова линија фронта са Пољском била отворена. У почетку су и Пољаци и Литванци сарађивали против Совјета, али је ускоро сарадња уступила место све већем непријатељству. Први сукоби између пољских и литванских војника догодили су се 26. и 8. априла код Вевиса.
Пољска није признала Литванију, јер је њен шеф Јозеф Пилсудски желео да се удружи са Литванијом у нади да ће оживети стару Државну заједницу Пољске и Литваније (види Међуморје). Пољска је оправдала своје поступке не само као део војне кампање против Совјета, већ и као право на самоопредељење локалних Пољака, који су чинили значајну мањину у источној Литванији. Литванци су тврдили да је Вилњус њихова историјска престоница и противили се било каквој федерацији са Пољском, желећи независну националну литванску државу. Литванска влада у Каунасу сматрала је пољско присуство у Вилњусу као окупацију. Поред регије Вилњус, суседни регион Сувалки такође је био споран. Пољско-литвански односи нису били одмах непријатељски расположени, већ су постајали све гори јер је свака страна одбијала компромис.

### Литванска офанзива
Пољски напредак против Совјета је довео до промена у литванској стратегији. Генерал Силвестрас Жукаускас, који се опоравио од тифуса, именован је за начелника штаба 26. априла. Одлучио је да оформи офанзиву на североистоку Литваније. Први циљ је био да се заузме Укмерге. Одвојени Паневежиски добровољачки пук, уз подршку 18. пука Саксонских добровољаца, успео је 3. маја да заузме град. Операција је била ризична, јер је Кедајњај био незаштићен, отварајући пут ка Каунасу, али и веома успешна: око 500 Совјета је заробљено а око 50 Пољака, које су Совјети заробили у борбама у близини Вилњуса, ослобођени су и враћени у Пољску. 7. маја Литванци су ушли у Ширвинтос, где су нашле пољске трупе. Литванци и Пољаци су заједничком операцијом заузели Гиедраичјај 9. маја.
Ланац командовања у Литванској војсци је реформисан. Генерал Жукаускас је 7. маја преузео команду над целом Литванском војском и покренуо потпуну реорганизацију литванских снага у две групе. Прва бригада, стационирана у Укмерги, звала се  Вилкмергијска група  и укључивала је батаљон саксонских добровољаца. Њихов први командант Казис Ладига издао је наређење да се крећу дуж линије Утена–Зарасај. Друга бригада, која се звала Паневежиска група, имала је задатак да заузме Паневежис, а затим и да обезбеди линију Купишкис–Рокишкис–Обељај. Групи, којом је првобитно командовао Јонас Вариакојис, су помагали Јонишкелисови партизани са севера. Реорганизовано је и Министарство одбране и штаб.
Реорганизована војска је 18. маја обавила своју прву операцију. Вилкмергијска група заузела је Куркљај и Аникшчај. Група је 22. маја започела напад на Утену. Међутим Совјети су организовали контранапад, а литванске снаге су се повукле. Даљи напади су прекинути на неколико дана да се сачекају резултати напада на Купишкис. Кретање према Утени настављено је 31. маја, а град је био заузет 2. јуна. Паневежиска група кренула је према Паневежису 18. маја и заузела град следећег дана, али га је изгубила у бољшевичком контранападу извршеном 21. маја. Међутим, Совјети су напустили Паневежис без борбе два дана касније. Група је кренула према Купишкису и заузела Субачиус. Јонишкелисови партизани су 30. маја пробили совјетске линије и заузели Рокишкис у совјетском залеђу, бољшевичке снаге, плашећи се да ће их опколити, напустиле су Купишкис у ноћи 30. и 31. маја, а Литванија је обезбедила град 1. јуна.
Након заузимања Утене, Саксонски добровољци су напустили фронт и средином јула отишли из Литваније. Међутим, литванско напредовање се наставило, а 10. јуна литванске снаге су дошле на територију која је била под контролом летонских партизана (Зелена гарда) и снабдела их муницијом. Совјети су 12. јуна кренули у контранапад и Литванци су били заустављени. Још један совјетски притисак је изведен 20. јуна, а фронт се стабилизовао. Совјети су били сатерани у малом региону око Зарасаја. Између 6. и 12. јула, Литванци су уз помоћ неких латонских власти покушали да истерају бољшевике. Совјети су окупили своје снаге на мирнијим фронтовима и приморали Литванце да се повуку на своје раније положаје.

### Пољско-литвански конфликт
Док су се литванске снаге бориле против Совјета на североистоку Литваније, напетости између Пољске и Литваније су расле. Директни преговори између 28. маја и 11. јуна 1919. су пропали јер ниједна страна није била склона компромису. Покушавајући да спречи директни војни сукоб, Савезнички врховни савет је нацртао прву линију разграничења 18. јуна 1919. године. Линија је повучена неколико километара западно од железничке пруге Варшава - Санкт Петербург. Пољско министарство спољних послова  је одбацило предлог јер је од пољских снага захтевао повлачење на 30–35 км, Литванци нису били задовољни ни тиме, јер би препустили Вилњус и Гродно под пољском контролом. Док су немачки добровољци одлазили из Литваније (њихове последње јединице напустиле су Каунас средином јула), Пољска је кренула у офанзиву на 100 км широком фронту који је продирао 20-30 км дубље у литванску територију. Заокупљена совјетском претњом, Литванија није могла организовати ефикасну одбрану, а Антанта је поново интервенисала повлачењем друге линије разграничења, познате као Фошова линија, 26. јула 1919. године. Две велике измене су направљене у односу на прву линију: Регион Сувалки је додељен Пољској и цела линија је померана око 7 км западно. Ни Литванци, ни Пољаци, ни Немци (још увек присутни у Сувалкијском региону) нису били задовољни новом линијом разграничења. Између 29. јула и 2. августа, пољске трупе су извршиле неколико напада на Литванце. Пољска дипломатска мисија у Каунасу је 3. августа изјавила да Пољска не планира да енексира Литванију и предложила је одржавање референдума на спорним територијама, дозвољавајући локалном становништву да одреди своју будућност. Када је Литванска влада одбацила пољски предлог, Јозеф Пилсудски је одлучио да нове војне акције нису решење. Уместо тога, сама Литванска влада требало је да буде замењена новом која би била вољнија преговарати о компромису. Фронт се стабилизовао, али су се билатерални односи погоршали након Сејнијског устанка (23. август - 9. септембар), који је упропастио покушај државног удара Пољске војне организације против Литванске владе (28. - 29. август).

### Завршне битке
Због претње из Пољске, фронт са Совјетима је био миран више од месец дана. Било је мањих инцидената који су укључивали извиђаче или стражаре. Црвена армија је искористила време да реорганизује и ојача своје снаге, користећи природне баријере, као што су обилна језера, реке и брда, појачане рововима и бодљикавим жицама, да обезбеде свој положај. Они су држали и утврђења изграђена током Првог светског рата око 10 км јужно од Даугавпилса. Совјети су имали бројнију војску: Литванци су имали два пешадијска пука и пет одвојених батаљона, Совјети су имали шест пукова и један одвојени батаљон. Литванци су заједно са Пољацима планирали да 9. августа крену за Даугавпилс, али планови су одложени до 23. августа.
Вилккмергијска група прво је напала и заузела Зарасај 25. августа. Група је продрла око 30 км на територију под контролом Совјетског Савеза, али ни њен десни а ни леви бокови нису адекватно заштићени од пољских јединица или Паневежиске групе. Паневежиска група започела је своје напредовање 26. августа, а пољске трупе су се кретале пругом према Турмантасу. Литванци су се кретали око старих руских утврђења, присиљавајући Црвену армију да се повуче. У близини Даугавпилса, литванско-совјетски фронт се скратио и Литванци су били у стању да концентришу своје снаге. Совјети су 28. августа почели да се повлаче на север преко реке Двине. До 31. августа, на јужној обали Двине, Совјети су држали само Гриву, предграђе Даугавпилса.
Непријатељ је протеран са литванске територије и уски фронт се стабилизовао како су Литванци и Совјети били одвојени реком Двином. Главне литванске снаге могле су бити прераспоређене на другим местима, укључујући заштиту линије разграничења с Пољском и планираним нападима на Западноруско добровољачку армију у северној Литванији. Септембра 1919, заједничке пољске и летонске снаге заузеле су јужну обалу Двине, укључујући Гриву. Литванско-совјетски фронт је остао активан до битке за Даугавпилс када су летонске и пољске снаге заузеле Даугавпилс у јануару 1920. Литванци нису учествовали у тим операцијама. Литванци су захтевали територију коју су заузели њихови војници, без обзира на летонске приговоре. То је довело до неколико сукоба између летонских и литванских трупа, али питање границе је успешно решено британским посредовањем у марту 1921.

## Мировни споразум
Први покушај литванско-совјетских преговора био је 11. септембра 1919. године, након што је народни комесар за спољне послове Совјетске Русије, Георгиј Чичерин, послао поруку са предлогом за мировни споразум. Међутим, Литванци су одлагали преговоре јер су се плашили да би преговори са Совјетским Савезом, који је био изолован од европске политике, нарушили њене односе са савезничким силама које још нису признале Литванију. Разговори су почели тек у мају 1920. и били су под великим утицајем догађаја у Пољско-совјетског рата. Русија је признала независност Литваније и њено право на Вилњуски регион, у замену, Литванија је совјетским снагама дозволила неограничени кретање на својој територији током рата против Пољске. То је компромитовало проглашену неутралност Литваније и додатно продубило пољско-литванску кризу.
Совјети су 14. јула 1920. заузели Вилњус, али нису препустили град литванској администрацији, како је договорено у уговору. Уместо тога, Совјети су планирали државни удар да збаце Литванску владу и оснују Совјетску републику. Међутим, Совјети су изгубили битку за Варшаву и Пољаци су их натерали на повлачење. Неки историчари сматрају ову пољску победу кључном за очување независности Литваније од совјетског удара. Упркос совјетско-литванском мировном споразуму, Литванија је била веома близу да их Совјети нападну у лето 1920. и да их присилно укључе у Совјетску државу, и само је пољска победа избацила из колосека овај план. Црвена армија је 26. августа напустила Вилњус а Литванци су били спремни да бране своје границе које су биле одређене у споразуму. То је довело до даљих непријатељстава са Пољском која није признала споразум. На крају Литванија је изгубила Вилњуски регион током Желиговскове побуне која је била део тајног пољског плана. Када посредовање Лиге народа није успело да промени ситуацију, Литванија и Пољска су прекинуле своје односе, а стање "без рата, без мира" остало је на снази до Пољског ултиматума 1938. године. За све ово време, Совјетски Савез је био најјачи савезник Литваније против Пољске.
Што се тиче резултата, неколико историчара је сматрало да се Литванија суочила са два непријатеља који су желели да искористе њихове жеље за сопствене интересе, од којих су касније Пољаци, уместо Совјета,  добили Вилњус уместо Литваније.

## Белешке и референце
Белешке
1. 1 2  Lesčius 2004, стр. 173
2. 1 2 3 4 5  Skirius 2002b
3. ↑  Davies 1998, стр. 934
4. ↑  Davies 1982, стр. 506
5. 1 2  Langstrom 2003, стр. 52
6. ↑  Eidintas 1999, стр. 30
7. ↑  Čepėnas 1986, стр. 315
8. ↑  Čepėnas 1986, стр. 316
9. 1 2  Rauch 1970, стр. 51
10. 1 2 3 4  Kamuntavičius 2001, стр. 352
11. ↑  Lesčius 2004, стр. 22
12. 1 2  Blaževičius 2004
13. 1 2  Truska 1995, стр. 52
14. ↑  Truska 1995, стр. 52–53
15. ↑  Lane 2001, стр. 6–7
16. ↑  Čepėnas 1986, стр. 317
17. ↑  White 1994, стр. 1359–1360
18. 1 2 3 4 5 6  Lesčius 2004, стр. 40
19. 1 2 3  Raštikis 1973, стр. 88–91
20. ↑  Rauch 1970, стр. 62–63
21. ↑  Kamuntavičius 2001, стр. 354
22. ↑  White 1994, стр. 1361–1362
23. ↑  Snyder 2004, стр. 61–62
24. ↑  Lesčius 2004, стр. 32
25. 1 2 3 4  Eidintas 1999, стр. 36
26. 1 2 3  Lane 2001, стр. 7
27. 1 2 3  Lane 2001, стр. 8
28. 1 2  Lesčius 2004, стр. 34
29. ↑  Kamuntavičius 2001, стр. 353
30. 1 2 3  Ališauskas 1953–1966, стр. 94
31. 1 2  Čepėnas 1986, стр. 319
32. 1 2 3 4 5 6 7  Čekutis 2007
33. ↑  Ališauskas 1953–1966, стр. 94–95
34. ↑  White 1994, стр. 1365
35. 1 2 3 4  Ališauskas 1953–1966, стр. 95
36. ↑  „Minima pirmoji Lietuvos nepriklausomybės kovų pergalė” (на језику: литвански). Ministry of National Defence. 9. 2. 2007. Архивирано из оригинала 31. 03. 2012. г. Приступљено 25. 8. 2008.
37. 1 2  Lesčius 2004, стр. 47
38. ↑  Lesčius 2004, стр. 49–50
39. ↑  Lesčius 2004, стр. 54–57
40. ↑  Lesčius 2004, стр. 60
41. ↑  Lesčius 2004, стр. 79
42. ↑  Lesčius 2004, стр. 70
43. ↑  Lesčius 2004, стр. 33
44. 1 2  Lesčius 2004, стр. 36
45. ↑  Lesčius 2004, стр. 71
46. ↑  Rauch 1970, стр. 59–60
47. ↑  Lesčius 2004, стр. 72
48. 1 2  Ališauskas 1953–1966, стр. 96
49. ↑  Lesčius 2004, стр. 78
50. ↑  Lesčius 2004, стр. 62
51. ↑  Lesčius 2004, стр. 63
52. ↑  Lesčius 2004, стр. 64
53. ↑  Lesčius 2004, стр. 66
54. ↑  Lesčius 2004, стр. 66, 69
55. 1 2  Lesčius 2004, стр. 91
56. 1 2 3 4  Lesčius 2004, стр. 80–81
57. 1 2  Snyder 2004, стр. 62
58. ↑  Lesčius 2004, стр. 90
59. 1 2  Łossowski 1966, стр. 47
60. ↑  Lesčius 2004, стр. 252
61. 1 2  Eidintas 1999, стр. 71–72
62. ↑  Lesčius 2004, стр. 94
63. 1 2  Lesčius 2004, стр. 97–98
64. ↑  Lesčius 2004, стр. 106
65. ↑  Ališauskas 1953–1966, стр. 97
66. ↑  Lesčius 2004, стр. 117
67. 1 2 3 4 5  Ališauskas 1953–1966, стр. 98
68. ↑  Lesčius 2004, стр. 132
69. ↑  Lesčius 2004, стр. 133
70. ↑  Lesčius 2004, стр. 136
71. ↑  Lesčius 2004, стр. 251–252
72. ↑  Łossowski 1966, стр. 49–50
73. ↑  Lesčius 2004, стр. 254
74. ↑  Lesčius 2004, стр. 254, 257
75. ↑  Łossowski 1966, стр. 51
76. ↑  Lesčius 2004, стр. 258
77. 1 2  Łossowski 1966, стр. 56–57
78. ↑  Łossowski 1966, стр. 66
79. 1 2 3  Snyder 2004, стр. 63
80. ↑  Lesčius 2004, стр. 150
81. ↑  Lesčius 2004, стр. 152
82. ↑  Lesčius 2004, стр. 151–152
83. ↑  Lesčius 2004, стр. 160
84. ↑  Lesčius 2004, стр. 164
85. ↑  Lesčius 2004, стр. 169
86. ↑  Lesčius 2004, стр. 167
87. ↑  Ališauskas 1953–1966, стр. 99
88. ↑  Lesčius 2004, стр. 174
89. 1 2  Jēkabsons 2006, стр. 41–64
90. 1 2  Skirius 2002a
91. 1 2  Eidintas 1999, стр. 70
92. 1 2  Senn 1962, стр. 505–506
93. ↑  MacQueen 1998, стр. 27–48
94. ↑  Eidintas 1999, стр. 109, 156

Референце
- Ališauskas, Kazys (1953—1966), „Lietuvos kariuomenė (1918–1944)”, Lietuvių enciklopedija (на језику: литвански), XV, Boston, Massachusetts: Lietuvių enciklopedijos leidykla, LCC 55020366
- Blaževičius, Kazys (24. 11. 2004), „Lietuvos laisvės kovos 1919-1923 metais”, XXI amžius (на језику: литвански), 88 (1291), Архивирано из оригинала 17. 05. 2013. г., Приступљено 28. 05. 2019
- Čekutis, Ričardas; Žygelis, Dalius (29. 1. 2007), Laisvės kryžkelės. 1918–1920 m. laisvės kovos (на језику: литвански), Bernardinai.lt, Приступљено 25. 8. 2008
- Čepėnas, Pranas (1986), Naujųjų laikų Lietuvos istorija (на језику: литвански), II, Chicago: Dr. Griniaus fondas, ISBN 5-89957-012-1
- Davies, Norman (1998), Europe: A History, HarperPerennial, ISBN 0-06-097468-0
- Davies, Norman (1982), God's Playground: A History of Poland, II, Columbia University Press, ISBN 0-231-05353-3
- Eidintas, Alfonsas; Žalys, Vytautas; Senn, Alfred Erich (1999), Lithuania in European Politics: The Years of the First Republic, 1918–1940 (Paperback изд.), New York: St. Martin's Press, ISBN 0-312-22458-3
- Jēkabsons, Ēriks (2006), „Lietuvos kariuomenė Ilūkstės apskrityje 1919–1920 metais”, Karo archyvas (на језику: литвански), XXI, ISSN 1392-6489
- Kamuntavičius, Rūstis; Kamuntavičienė, Vaida; Civinskas, Remigijus; Antanaitis, Kastytis (2001), Lietuvos istorija 11–12 klasėms (на језику: литвански), Vilnius: Vaga, ISBN 5-415-01502-7
- Lane, Thomas (2001), Lithuania: Stepping Westward (на језику: литвански), Routledge, ISBN 0-415-26731-5
- Langstrom, Tarja (2003), Transformation in Russia and International Law, Martinus Nijhoff Publishers, ISBN 90-04-13754-8
- Lesčius, Vytautas (2004), Lietuvos kariuomenė nepriklausomybės kovose 1918–1920 (PDF), Lietuvos kariuomenės istorija (на језику: литвански), Vilnius: General Jonas Žemaitis Military Academy of Lithuania, ISBN 9955-423-23-4, Архивирано из оригинала (PDF) 02. 01. 2015. г., Приступљено 28. 05. 2019
- Łossowski, Piotr (1966), Stosunki polsko-litewskie w latach 1918–1920 (на језику: пољски), Warsaw: Książka i Wiedza, OCLC 9200888
- MacQueen, Michael (1998), „The Context of Mass Destruction: Agents and Prerequisites of the Holocaust in Lithuania”, Holocaust and Genocide Studies, 12 (1), doi:10.1093/hgs/12.1.27
- Raštikis, Stasys (фебруар 1973), „Kovos dėl Lietuvos nepriklausomybės 1918–1919”, Aidai (на језику: литвански), 2, ISSN 0002-208X
- Rauch, Georg von (1970), The Baltic States: The Years of Independence, University of California Press, ISBN 0-520-02600-4
- Senn, Alfred Erich (септембар 1962), „The Formation of the Lithuanian Foreign Office, 1918–1921”, Slavic Review, 3 (21), ISSN 0037-6779, doi:10.2307/3000451
- Skirius, Juozas (2002a), „Lietuvos–Rusijos Sovietų Federacinės Socialistinės Respublikos taikos sutartis”, Gimtoji istorija. Nuo 7 iki 12 klasės (на језику: литвански), Vilnius: Elektroninės leidybos namai, ISBN 9986-9216-9-4, Архивирано из оригинала 3. 3. 2008. г., Приступљено 30. 3. 2008
- Skirius, Juozas (2002b), „Nepriklausomybės kovos 1918–1920 metais”, Gimtoji istorija. Nuo 7 iki 12 klasės (на језику: литвански), Vilnius: Elektroninės leidybos namai, ISBN 9986-9216-9-4, Архивирано из оригинала 3. 3. 2008. г., Приступљено 26. 8. 2008
- Snyder, Timothy (2004), The Reconstruction of Nations: Poland, Ukraine, Lithuania, Belarus, 1569–1999, Yale University Press, ISBN 0-300-10586-X
- Truska, Liudas (1995),  Drilinga, Antanas, ур., Lietuvos Respublikos prezidentai (на језику: литвански), Vilnius: Valstybės leidybos centras, ISBN 9986-09-055-5
- White, James D. (1994), „National Communism and World Revolution: The Political Consequences of German Military Withdrawal from the Baltic Area in 1918–19”, Europe-Asia Studies, 8 (46), ISSN 0966-8136